# 霍爾茨格拉本河 (格倫茨格拉本河支流)
49°04′16″N 10°41′16″E / 49.07123°N 10.68788°E
霍爾茨格拉本河（德語：Holzgraben），是德國的河流，位於該國東南部，由巴伐利亞負責管轄，屬於格倫茨格拉本河的左支流，河道全長1.6公里，流經魏森堡-貢岑豪森縣。